# Ruda-Huta
Ruda-Huta è un comune rurale polacco del distretto di Chełm, nel voivodato di Lublino.
Ricopre una superficie di 112,48 km² e nel 2004 contava 4 847 abitanti.